# Ngaglik
Ngaglik ist ein Distrikt (Kecamatan) im Regierungsbezirk (Kabupaten) Sleman der Sonderregion Yogyakarta im Süden der Insel Java. Der Kecamatan liegt im nördlichen Zentrum des Kabupatens und zählte Ende 2021 99.336 Einwohner auf 38,52 km² Fläche.

## Geographie
Der Distrikt Ngaglik grenzt an folgende Kecamatan:
| in Richtung0000 | Name Kec. | Kabupaten | Provinz |
| Westen          | Sleman    | Sleman    | DIY*    |
| Nordwesten      | Turi      | Sleman    | DIY     |
| Norden          | Pakem     | Sleman    | DIY     |
| Nordosten       | Ngemplak  | Sleman    | DIY     |
| Osten           | Ngemplak  | Sleman    | DIY     |
| Süden           | Depok     | Sleman    | DIY     |
| Südwesten       | Mlati     | Sleman    | DIY     |

* D.I.Yogyakarta

## Verwaltungsgliederung
Der Kecamatan (auch Kapanewon genannt) gliedert sich in sechs ländliche Dörfer (Desa, auch Kalurahan genannt):
| PUM-Code 1    | Desa         | Fläche (km²) | Bevölkerung zur Volkszählung 2 | Bevölkerung zur Volkszählung 2 | Bevölkerung zur Volkszählung 2 | Bevölkerung zur Volkszählung 2 | Bevölkerung zur Volkszählung 2 | Bevölkerung zur Volkszählung 2 | Padu- kuhan 4 | RW/ RT 5 |
| PUM-Code 1    | Desa         | Fläche (km²) | 002000                         | 002010                         | Männer                         | Frauen                         | 2020                           | Dichte 3                       | Padu- kuhan 4 | RW/ RT 5 |
| ------------- | ------------ | ------------ | ------------------------------ | ------------------------------ | ------------------------------ | ------------------------------ | ------------------------------ | ------------------------------ | ------------- | -------- |
| 34.04.12.2001 | Sariharjo*   | 6,89         | 16.144                         | 23.903                         | 11.505                         | 11.745                         | 23.250                         | 3.374,5                        | 16            | 39/111   |
| 34.04.12.2002 | Minomartani  | 1,53         | 11.826                         | 12.971                         | 6.190                          | 6.285                          | 12.475                         | 8.153,6                        | 6             | 18/87    |
| 34.04.12.2003 | Sinduharjo   | 6,09         | 14.192                         | 19.168                         | 10.241                         | 10.083                         | 20.324                         | 3.337,3                        | 17            | 41/99    |
| 34.04.12.2004 | Sukoharjo*   | 8,03         | 11.064                         | 14.997                         | 8.529                          | 8.711                          | 17.240                         | 2.146,9                        | 14            | 35/104   |
| 34.04.12.2005 | Sardonoharjo | 9,38         | 14.425                         | 21.507                         | 11.035                         | 11.137                         | 22.172                         | 2.363,8                        | 18            | 46/110   |
| 34.04.12.2006 | Donoharjo    | 6,6          | 6.856                          | 9.341                          | 5.052                          | 5.099                          | 10.151                         | 1.538,0                        | 16            | 35/76    |
| 34.04.12      | Kec. Ngaglik | 38,52        | 74.507                         | 101.887                        | 52.552                         | 53.060                         | 105.612                        | 2.741,7                        | 87            | 215/593  |

* Alternative Schreibweise zweier Dörfer (BPS): Sari Harjo und Suko Harjo

## Demographie
Grobeinteilung der Bevölkerung nach Altersgruppen (zum Zensus 2020)
| Altersgruppen | 00Männer | 00Frauen | zusammen |
| ------------- | -------- | -------- | -------- |
| 0 – 14        | 11.797   | 11.274   | 23.071   |
| 15 – 64       | 36.698   | 37.072   | 73.770   |
| 65+           | 4.057    | 4.714    | 8.771    |
| gesamt        | 52.552   | 53.060   | 105.612  |
| anteilig (%)  |          |          |          |
| 0 – 14        | 22,45    | 21,25    | 21,85    |
| 15 – 64       | 69,83    | 69,87    | 69,85    |
| 65+           | 7,72     | 8,88     | 8,30     |

### Bevölkerungsentwicklung
In den Ergebnissen der sieben Volkszählungen seit 1961 ist folgende Entwicklung ersichtlich:
| Einheit/Jahr     | 1961         | 1971         | 1980         | 1990         | 2000         | 2010         | 2020         |
| ---------------- | ------------ | ------------ | ------------ | ------------ | ------------ | ------------ | ------------ |
| Kec. Ngaglik     | 33.883       | 37.593       | 42.471       | 56.202       | 74.507       | 101.887      | 105.612      |
| Anteil in %      | 6,56         | 6,39         | 6,27         | 7,20         | 8,27         | 9,32         | 9,38         |
| Kab. Sleman      | 516.653      | 588.313      | 677.323      | 780.334      | 901.377      | 1.093.110    | 1.125.804    |
| Sonderregion DIY | 00 2.231.062 | 00 2.487.177 | 00 2.750.025 | 00 2.912.611 | 00 3.120.478 | 00 3.457.491 | 00 3.66.8719 |